# Heraclia medeba
Heraclia medeba là một loài bướm đêm trong họ Noctuidae.